# Tabanus niveinotatus
Tabanus niveinotatus är en tvåvingeart som beskrevs av Joseph Charles Bequaert 1930. Tabanus niveinotatus ingår i släktet Tabanus och familjen bromsar.
Artens utbredningsområde är Nigeria. Inga underarter finns listade i Catalogue of Life.